# Grande Gish
Gish o il Grande Gish era la divinità più venerata dai popoli nuristani afgani, sia dai Siah-Posh che dai Bashgul, prima della loro conversione all'islamismo.
In ogni villaggio Bashgul nella valle del Landai Sin (presso l'Hindu Kush), vi era uno o più altari ad esso dedicati
Gish fungeva da dio della guerra.
Nel pantheon kāfir nuristano, sebbene fosse la divinità largamente più venerata, Gish si posizionava come la terza in ordine di importanza, dopo Moni, il sommo profeta di Imrá, il dio demiurgo che creò sia Gish che Moni tramite il suo respiro.
Il suo nome terreno era Yazid e a lui è attribuita la morte di Ali, Hasan, Husain come quasi ogni famoso mussulmano conosciuto dal popolo nuristano.
Una innumerevole quantità di tori e arieti venivano sacrificati a lui ogni anno. Le celebrazioni di primavera prevedevano che tamburi venissero percossi in suo onore per 14-15 giorni consecutivi dagli schiavi nuristani.
Ogni volta che i guerrieri nuristani tornavano da battaglia dopo aver ucciso un mussulmano, una danza della vittoria veniva tenuta a suo onore.